# A6-os autópálya (Olaszország)
Az A6-os autópálya, a Torino-Savona, más néven La verdemare 1960 óta működik és Torinót, valamint Dél-Piemontot köti össze a ligur tengerparttal. Hossza csaknem 130 km.

## Útvonal
| TORINO - SAVONA La Verdemare |                                                               |       |       |       |            |
| Típus                        | Jelölés                                                       | ↓km↓  | ↑km↑  | Megye | Európai út |
|                              | déli körgyűrű Torino - C.so Unità d'Italia                    | 0     | 124,3 | TO    |            |
|                              | La Rotta Villastellone<                                       | 2,9   | 123,1 | TO    |            |
|                              | "Rio dei Cocchi"pihenőhely                                    | 11    | 115   | TO    |            |
|                              | Barriera Torino                                               | 13    | 113   | TO    |            |
|                              | Carmagnola Poirino                                            | 13,5  | 112,5 | TO    |            |
|                              | "Rio Coloré" pihenőhely                                       | 30    | 96    | TO    |            |
|                              | Marene Cherasco                                               | 35    | 91    | CN    |            |
|                              | Asti                                                          |       |       | CN    |            |
|                              | "Rio Ghidone" pihenőhely                                      | 48    | 79    | CN    |            |
|                              | Fossano Fossano elkerülő út                                   | 49    | 77    | CN    |            |
|                              | Cuneo                                                         |       |       | CN    |            |
|                              | Carrù Dogliani                                                | 58    | 68    | CN    |            |
|                              | "Mondovì est" pihenőhely pihenőhely csakTorino irányában      | -     | 64    | CN    |            |
|                              | Mondovì Frabosa Soprana                                       | 63    | 63    | CN    |            |
|                              | "Mondovì ovest" pihenőhely pihenőhely csak Savona iráányában  | 63    | -     | CN    |            |
|                              | Santuario di Vicoforte                                        | 67,1  | 58,9  | CN    |            |
|                              | Niella Tanaro Santuario di Vicoforte                          | 71    | 55    | CN    |            |
|                              | Ceva del Colle di Nava - Imperia                              | 81    | 45    | CN    |            |
|                              | "Priero"pihenőhely                                            | 84    | 42    | CN    |            |
|                              | Montezemolo Kijárat csak Torino irányában                     | 92,3  | 33,7  | CN    |            |
|                              | Millesimo/Montezemolo                                         | 97    | 29    | SV/CN |            |
|                              | "Cà Lidora Ovest" pihenőhely pihenőhely csak Savona irányában | 103   | -     | SV    |            |
|                              | "Carcare Est pihenőhely" pihenőhely csak Torino irányában     | -     | 18    | SV    |            |
|                              | Altare-Carcare Cairo Montenotte                               | 109   | 17    | SV    |            |
|                              | autostrada dei Fiori                                          | 125   | 1     | SV    |            |
|                              | Savona Aurelia Porto di Vado                                  | 124,3 | 0     | SV    |            |

## Fordítás
- Ez a szócikk részben vagy egészben  az   Autostrada A6 című olasz Wikipédia-szócikk fordításán alapul.  Az eredeti cikk szerkesztőit annak laptörténete sorolja fel. Ez a jelzés csupán a megfogalmazás eredetét és a szerzői jogokat jelzi, nem szolgál a cikkben szereplő információk forrásmegjelöléseként.